# 結構化知識系統
結構化知識系統（英語：Structured Knowledge System，簡稱SKS），是指能為具有標準格式、制式內容、固定結構和外顯知識的文件內容提供搜尋、擷取、選擇、分類、儲存、索引等功能的知識資訊科技謂之。概念与情报学家B.C布鲁克斯（B.C.Brooks）提出的知识地图类似，但后者更简明易懂。